# Меджидов Кіяс Меджидович
Кіяс Меджидович Меджидов (лезгин. Межидрин Къияс Межидан хва; нар. 22 березня 1911 Ахти, Дагестанська область, Російська імперія — пом. 1974) — лезгинський письменник і драматург. Народний письменник Дагестанської АРСР. Член Союзу Письменників СРСР із 1957 року.

## Біографія
Кіяс Меджидов народився в сім'ї робітника-відходника в селі Ахти (нині Ахтинський район Дагестану) 22 березня 1911 року. Освіту здобув у сільській школі, у 1927 році вступив до комсомолу. У 1929 році закінчив дев'ятий клас, після чого пройшов шестимісячні курси та отримав кваліфікацію вчителя початкових класів. Був направлений на роботу до Ширвану Азербайджанської РСР. Потім опинився в дагестанському селі Курах, де більше року працював учителем.
У 1929—1931 роках Кіяс Меджидов навчався в Махачкалінському індустріальному технікумі. Після його закінчення влаштувався працювати в Дагкнигвидав учнем перекладача Алібега Фатахова, щоб удосконалювати знання російської та рідної мов. У наступні роки працював диктором на Даградіо, редактором лезгінських передач, а пізніше за сумісництвом став співробітником військової прокуратури.
З 1939 по 1941 роки навчався заочно в Літературному інституті ім. М. Горького у Москві. Коли почалася війна, навчання було перервано. У 1942 році Кіяс Меджидов був направлений навчатися на шестимісячні прокурорські курси, після закінчення яких працював помічником прокурора в Касумкентському районі, а потім прокурором Курахського, Хівського та Ахтинського районів. У 1944 році став членом ВКП(б).
1954 року за станом здоров'я поет вийшов на пенсію і повністю присвятив себе письменницькій роботі.

## Творчість
Писати Меджидов почав у 1929 році, але популярність до нього прийшла лише через два десятиліття, коли вийшли його збірки оповідань «У горах», «Брати», «Гори рухаються», а також написана у співавторстві з Тагіром Хурюзьким драма «Ашуг Саїд». Найбільшими творами Меджидова стали романи «Серце, залишене в горах» про російського лікаря, який працював у Дагестані наприкінці XIX — на початку XX століть, та «Доля прокурора Алі Шахова» про роботу прокурора в роки німецько-радянської війни. Критики у творчості Меджидова відзначають майстерність пейзажних замальовок.
Багато подорожував лезгинськими селами, щоб домогтися точності передачі життя горян у творах.

## Родина
Дочка — Меджидова Сіяра Кіясівна (нар. 1943), перша лезгинка — професійний художник, член Спілки художників СРСР, народний художник Кабардино-Балкарії.